# Сирр аль-Хатим аль-Халифа
Сирр аль-Хатим аль-Халифа (араб. سر الختم الخليفة الحسن‎; 1 января 1919, Эд-Дуэйм, Англо-Египетский Судан — 18 февраля 2006) — суданский политический и государственный деятель нубийского происхождения, президент Судана (15 ноября — 5 декабря 1964), премьер-министр Судана (31 октября 1964 — 14 июня 1965), дипломат, педагог.

## Биография
В 1937 году окончил Мемориальный колледж Гордона по педагогической специальности. С 1938 по 1944 год работал преподавателем. Окончил Хартумский университет.
Затем переехал в Великобританию для продолжения образования.
Поступил в Эксетер-колледж Оксфордского университета. В 1946 году вернулся в Судан, и возобновил преподавательскую работу.
Был назначен инспектором по обучению в Джубе, отвечал за внедрение арабского языка в систему обучения и школьную систему на Юге Судана (1950—1957). Позже назначен помощником директора по обучению в южных регионах Судана. В 1964 году стал заместителем министра образования.
В том же году с 15 ноября по 5 декабря был президентом Судана (председателем Верховного государственного совета).
С октября 1964 по июль 1965 года занимал пост премьер-министра. Был избран для формирования временного правительства, которому было поручено организовать парламентские выборы.
В 1966 году назначен послом Судана в Италии, в 1968 году — послом в Великобритании